# Municipio de Flynn
El municipio de Flynn (en inglés: Flynn Township) es un municipio ubicado en el condado de Sanilac en el estado estadounidense de Míchigan. En el año 2010 tenía una población de 1050 habitantes y una densidad poblacional de 11,31 personas por km².

## Geografía
El municipio de Flynn se encuentra ubicado en las coordenadas 43°17′31″N 82°56′8″O / 43.29194, -82.93556. Según la Oficina del Censo de los Estados Unidos, el municipio tiene una superficie total de 92.84 km², de la cual 92,76 km² corresponden a tierra firme y (0,08 %) 0,08 km² es agua.

## Demografía
Según el censo de 2010, había 1050 personas residiendo en el municipio de Flynn. La densidad de población era de 11,31 hab./km². De los 1050 habitantes, el municipio de Flynn estaba compuesto por el 98,29 % blancos, el 0,1 % eran amerindios, el 0,57 % eran de otras razas y el 1,05 % eran de una mezcla de razas. Del total de la población el 1,62 % eran hispanos o latinos de cualquier raza.